# Parablennius cyclops
Parablennius cyclops är en fiskart som först beskrevs av Rüppell, 1830.  Parablennius cyclops ingår i släktet Parablennius och familjen Blenniidae. Inga underarter finns listade i Catalogue of Life.